# A Thing Called Love
A Thing Called Love es el decimoctavo álbum del cantante country Johnny Cash lanzado en 1972 bajo el sello disquero Columbia, Cash lanzó como sencillo pubilicitario una canción del mismo nombre que el disco la cual llegó al #2 de los rankings country isualmente llegó el álbum en lo que se refiere a posiciones."A Thing Called Love" fue reeditada y puesta en el CD de 1988 Classic Cash: Hall of Fame Series y la canción "Tear Stained Letter" fue reeditada y puesta en el CD de 2002 American IV: The Man Comes Around.

## Canciones
1. Kate – 2:22
(Marty Robbins)
2. Melva's Wine – 2:55
(Vincent Matthews)
3. A Thing Called Love – 2:36
(Jerry Reed Hubbard)
4. I Promise You – 2:58
(Cash)
5. Papa Was a Good Man – 2:38
(Hal Bynum)
6. Tear Stained Letter – 2:45
(Cash)
7. Mississippi Sand – 3:08
(June Carter Cash)
8. Daddy – 2:54
(Don Reid y Harold Reid)
9. Arkansas Lovin' Man – 2:51
(Red Lane)
10. The Miracle Man – 3:30
(Cash y Larry Lee)

## Personal
- Johnny Cash - Vocalista
- The Evangel Temple Choir - Coristas

## Posición en listas
Álbum - Billboard (América del Norte)
| Año  | Tabla           | Posición |
| ---- | --------------- | -------- |
| 1972 | Álbumes Country | 2        |
| 1972 | Álbumes Pop     | 112      |

Canciones - Billboard (América del Norte)
| Año  | Canción               | Tabla             | Posición |
| ---- | --------------------- | ----------------- | -------- |
| 1971 | "Papa Was a Good Man" | Canciones Country | 16       |
| 1971 | "A Thing Called Love" | Canciones Country | 2        |
| 1972 | "Kate"                | Canciones Country | 2        |
| 1972 | "Kate"                | Canciones Pop     | 75       |